# Leflaye
Leflaye (în arabă لفلاى) este o comună din provincia Béjaïa, Algeria.
Populația comunei este de 6.433 de locuitori (2008).